# ピーター・パン2 ネバーランドの秘密
『ピーター・パン2 ネバーランドの秘密』（ピーター・パン ツー ネバーランドのひみつ、原題：Return to Never Land）は、2002年に公開されたディズニーによるアニメーション映画。1953年に公開された『ピーター・パン』の続編である。

## ストーリー
第二次世界大戦下のロンドン。かつてピーター・パンに連れられ、ネバーランドで冒険をした少女・ウェンディは、今では結婚して二人の子供の母親になっていた。彼女は毎夜、ネバーランドでの冒険の物語を子供たちに語りかける。しかし、娘のジェーンは戦争という厳しく辛い現実の中で夢を見る心を忘れてしまい、母が聞かせる物語を信じようとしなかった。空襲が激しさを増していた日の夜、ジェーンは弟のダニーに「ピーター・パンは存在しない」と言い喧嘩してしまう。一人子供部屋に引き籠るジェーンは、そこで海賊船に乗って現れたフック船長にウェンディと間違えられネバーランドに連れ去らわれてしまう。
ピーター・パンを誘き出すため、ジェーンはフック船長によってタコの餌にされそうになるが、現れたピーターに助け出される。ジェーンがウェンディの娘だと知ったピーターとロストボーイたちは歓迎するが、ジェーンはロンドンに戻るため帰り支度を始める。ピーターはジェーンに空を飛ぶ練習をさせるが、夢を見る心を失っているため飛べずにいる。ピーターとロストボーイはジェーンと遊ぼうとするが、からかっているうちにジェーンが大切にしている手帳をカビーが飲み込んでしまう。それを見たジェーンは怒り出し、落ち着かせようとしたティンカーベルに対して「自分が一番信じていないのは妖精だ」と言い放ち、ピーターたちを怒らせてしまう。ジェーンの言葉をきっかけにティンクは生命力を失っていき、ピーターはティンクの元気を取り戻すため、ジェーンを仲間に入れて妖精を信じる心を取り戻させようとする。
一方、フック船長はピーターに奪われた宝を取り戻すためにジェーンを利用しようと考え、彼女に近付き、「ピーターたちには手を出さないでほしい」と要求される一方で「ロンドンに返す代わりに宝の隠し場所を探して欲しい」と取引を持ち掛け、合図をする笛を手渡す。フック船長が去った後にピーターが現れ、ジェーンはピーターたちとの遊びを通して信じる心を取り戻していく。遊びの中でジェーンはフック船長の宝を見付けるが、笛を投げ捨てピーターたちとの遊びを続ける。しかし、トゥートルズがその笛を拾い上げ吹いてしまったため海賊たちが現れ、ピーターたちは捕まってしまう。ジェーンは、その際に自分のせいでティンクが瀕死の状態になっていることを知り隠れ家に戻るが、ティンクは全く動かない。自分のせいでピーターたちを危険な目に遭わせ、ティンクの命が尽きてしまったことに絶望し、強い自責の念に駆られたジェーンは泣き出すが、信じる心を取り戻したことでティンクは生き返る。ジェーンはティンクと共に海賊船に乗り込み、ピーターたちを助け出す。自由になったピーターたちはフック船長たちに反撃し、反撃されたフック船長たちはタコに海賊船を沈められながら追われて逃げ出す。仲間に迎えられたジェーンだったが、ダニーと仲直りをするためロンドンにもどることに決め、ロストボーイたちに見送られロンドンへと戻る。
ロンドンに戻ったジェーンはダニーと仲直りし、ネバーランドでの冒険の話を聞かせる。一方、子供部屋から物音がするのを聞いたウェンディは子供部屋に向かい、そこでピーターと再会する。ピーターは、大人になったウェンディを見て驚くが、彼女の信じる心は昔と同じままだと知って安心し、別れの挨拶を交わしてネバーランドに帰っていく。

## 登場人物
ピーター・パン（Peter Pan）
ネバーランドに住む永遠の少年。永遠の少年であるため、外見と設定は前作と変わっていない。
当初はあまりに現実主義的なジェーンを「大人」として敵視していたが、ティンクの一件をきっかけにジェーンを仲間に迎え入れることにした。
前作と同様の隠れ家にロストボーイたちと暮らしている。また、前作で描写されていた子供特有の残酷な面はほとんど見られず、代わりに正義感の強い面が強調され、思慮深くなっている。
ジェーン・ダーリング（Jane）
ウェンディの娘。年齢は10歳前後。
かつては母の語り聞かせるピーター・パンの話を信じ「最初のロストガールになる」と意気込んでいたが、戦争のために心が荒み、母方の祖父のジョージ同様次第に子供らしい心を失っていく。
戦争のため出征した父に代わって家族を支えなければならないという重圧のせいか、ウェンディとは対照的にかなりの現実主義的であったが、内心では希望を信じたいという葛藤もあった。ピーター達との触れ合いで次第に子供らしい心を取り戻していく。しかし、自分がフック船長に唆されてしまったことでピーター達が捕まり、自分の些細な一言でティンクを傷つけ生命力を失いかけたことから強い後悔と罪悪感に苛まれて涙を流すが、それがきっかけで信じる心を取り戻し、ティンクの粉で空を飛べるようになった。家族との再会後、「妖精にひどい事を言ってはいけない」とダニーに語っている。
原作『ピーター・パンとウェンディ』では終盤に登場。なお、ジェーンはその後一児の母親となり、マーガレット（ウェンディの孫で、ジョンとマイケルの大姪）という娘を儲けている。
ウェンディ・ダーリング（Wendy Darling）
ジェーンとダニーの母。まだ幼いダニーのため、毎晩ピーター・パンの話を語り聞かせている。
前作でピーターへの想いを振り切り、大人になることを決意した彼女だが、成長してもなおティンクの粉を浴びて浮遊できるなど、信じる心は失っていない。
ダニー・ダーリング（Danny）
ウェンディの息子で、ジェーンの弟。戦争で心が荒んでしまった姉と違い、子供の心を失っておらず、「信じる心と妖精の粉があれば何も怖くない」と訴える。本作オリジナルキャラクター。
ティンカーベル/ティンク（Tinker Bell/Tink)
ピーター・パンのパートナーの妖精。前作同様具体的なセリフがあるわけではないが、ピーターやロストボーイたちには彼女の言葉がわかるらしい。
ピーターが連れてきた女の子であるジェーンに嫉妬するが、その一方でジェーンが自分達やネバーランドの存在を頑なに否定し続ける姿を見て、哀愁の念を抱く様子も見せる。
信じる心を持つ者が彼女の粉を浴びると空を飛ぶことが出来る。
フック船長（Captain Hook）
海賊の船長。本作ではピーターたちに奪われた宝を奪還しようとしている。
前作では女心を利用しようとする卑怯な性格が目立っていたが、本作では特に子供を軽視する大人の側面が強調されているものの、一方でタコに襲われると部下のスミーに助けを求め、海賊船を沈められる時、ピーターに「立派な船長っていうのは船と一緒に沈むものだ」と言われた際、「立派な船長になんかなりたくない!」と叫ぶなど情けない部分もある。また、本作では母がいることが判明している。
ミスター・スミー（Mr. Smee）
フック船長の部下。青いボーダーのTシャツと赤い短パン、鼻眼鏡をかけた小太りの男性。
間抜けで臆病なところはあるが、フック船長の良きパートナー。
本作のラストでは自身や仲間達もタコに目を付けられ、フック船長共々逃げて行った。
迷子（ロストボーイ）（Lost Boys）
ピーター・パンの部下の少年たち。全て動物の形の衣装を着ている。
前作で言及されていなかった名前が本作で明かされており、それぞれキツネがスライトリー（Slightly）、クマがカビー（Cubby）、アライグマがツインズ（The Twins）、ウサギがニブス（Nibs）、スカンクがトゥートルズ（Tootles）。ジェーン曰く、トゥートルズはダニーに似ているらしい。因みにリーダー格はスライトリー。
本作では唾を自身の掌に吐き、その手を組み合うという「団結の儀式」を行っている。ジェーンは当初これを汚らしいものとして嫌っていたが、フック船長を打倒してからは自らも加わっている。
当初はピーター同様ジェーンを「大人」として敵視しており、敵愾心が解けた後も「女の子だから」という理由でジェーンを自分たちの仲間に入れることを躊躇していた。しかしジェーンと宝探しゲームで遊ぶ内に、次第に彼女を自分たちの仲間と認めるようになる。最終的にジェーンがもとの世界に帰ることになった際にも別れを惜しみ、涙を流した。
『ジェイクとネバーランドのかいぞくたち』におけるジェイク一味にもカビーと言う名前の少年がいる。
タコ（The Octopus）
ネバーランドの海底に棲んでいる巨大なタコ。当初はフック船長がジェーンを餌にピーターパン共々食べさせるためにおびき出したが、ティンクの粉で甲板に上がった際、逆にフック船長がエサの魚に見えたらしく、それ以来フック船長を食べようと追い回している。
前作のワニ同様スミーに追い払われているが、追い払おうとしたスミーに対し、不貞腐れながら、水を吹きかけて反抗した。終盤ではフック船長だけでなくスミーや他の船員達もエサに見えたため、全員食べようと彼らを追いかけ回した。
一部の書籍などから鉄のある海賊が好物と書かれてあった。
ナナ2（ナナトゥー）（Nana II）
ウェンディたちの飼い犬。前作に登場したナナの子供。ヘルメットをかぶっており、首輪にはドッグタグがついている。
買い出しに行ったジェーンのお供をしている。
ナナは原作『ピーター・パンとウェンディ』の終盤では老衰で亡くなってるが、本作では一切語られていない。
エドワード・ダーリング（Edward）
ウェンディの夫でジェーンたちの父親。冒頭で戦争に向かうが、ラストシーンで無事に戦場から帰還し、家族と再会した。原作では名前は不詳。
フック船長の母
写真のみの登場。息子にそっくりで、義手があるところまで似ている。

## 声の出演
| 役名                               | 原語版声優 | 日本語吹き替え                                                                       |
| ---------------------------------- | --- | ------------------------------------------------------------------------------------ |
| ジェーン・ダーリング               | ハリエット・オーウェン | 上戸彩                                                                               |
| ウェンディ・ダーリング（子供時代） | ハリエット・オーウェン | 上戸彩                                                                               |
| ピーター・パン                     | ブレイン・ウィーバー | 林勇                                                                                 |
| フック船長                         | コーリー・バートン | 内田直哉                                                                             |
| スミー                             | ジェフ・ベネット | 熊倉一雄                                                                             |
| ダニー・ダーリング                 | アンドリュー・マクドノゥ | 小倉裕大                                                                             |
| エドワード・ダーリング             | ロジャー・リース | 桐本琢也                                                                             |
| カビー                             | スペンサー・ブレスリン | 常盤祐貴                                                                             |
| スライトリー                       | クイン・ベズウィック | 小野賢章                                                                             |
| ニブス                             | ブラッドリー・ピアース | 村上想太                                                                             |
| ツインズ                           | アーロン・スパン | 奥澤惇                                                                               |
| 軍人                               | ? | 西村知道                                                                             |
| 老軍人                             | ? | 藤本譲                                                                               |
| ナレーション                       | ? | 田中秀幸                                                                             |
| ウェンディ・ダーリング             | キャス・スーシー | 安田成美                                                                             |
| ナナ2                              | フランク・ウェルカー | 原語版流用                                                                           |
| タコ                               | フランク・ウェルカー | 原語版流用                                                                           |
| その他                             | ダン・カステラネタ ジム・カミングス ロブ・ポールセン クライヴ・レヴィル キャメロン・ジェシー・キング ウォーリー・ウィンガート ティム・カリー | 清水理沙 佐藤ゆうこ 宝亀克寿 廣田行生 斎藤志郎 辻つとむ 福田信昭 前田ゆきえ 山門久美 |